# Лорі Робінсон
Лорі Робінсон (англ. Lori Robinson; нар. 1959) — американський воєначальник, генерал Повітряних сил США (2014), командувач Північного командування ЗС США та НОРАД (з травня 2016 до травня 2018 року). Перша в історії американських збройних сил жінка-генерал, яка очолювала міжвидове Об'єднане командування. Також командувала Тихоокеанським командуванням ПС, була виконавчим директором Тихоокеанського оперативного штабу бойової авіації на Об'єднаній військовій базі Перл-Гарбор-Гіккам. Учасник війни в Перській затоці та в Афганістані.

## Біографія
Військова кар'єра
- 24 травня 1981 — другий лейтенант
- 11 вересня 1983 — перший лейтенант
- 11 вересня 1985 — капітан
- 1 січня 1994 — майор
- 1 липня 1998 — підполковник
- 1 серпня 2002 — полковник
- 22 липня 2008 — бригадний генерал
- травень 2011 — генерал-майор
- 20 травня 2013 — генерал-лейтенант
- 16 жовтня 2014 — генерал

Лорі Робінсон поступила на військову службу в 1982 році. Проходила військову підготовку за програмою ROTC в університеті Нью-Гемпшира. Військову службу проходила на різних льотних, штабних та командних посадах у військовій авіації, зокрема в Школі авіаційного озброєння ПС США. Командувала авіаційними підрозділами, оперативними групами, навчально-тренувальним крилом. Під час операцій «Нескорена свобода» та «Свобода Іраку» під її командуванням у 405-му експедиційному авіаційному крилі, де вона була заступником командира, перебувало понад 2 000 льотчиків B-1 «Лансер», KC-135 «Стратотанкер», E-3 «Сентрі». Займала високі посади в різних Командуваннях Повітряних сил США, Об'єднаному штабі в Пентагоні, секретаріаті міністра Повітряних сил. 21 вересня 2007 року стала командиром 552-го авіаційного крила управління та контролю, на авіабазі Тінкер, Оклахома; присвоєне звання бригадний генерал.
2014 році вона стала командувачем Тихоокеанського командування Повітряних сил США, ставши першою жінкою-чотиризірковим генералом, яка керувала бойовим об'єднанням. 13 травня 2016 року очолила Північне командування ЗС США та одночасно НОРАД, що стало в першій раз в історії повітряних сил США.
7 червня 2018 року звільнилася з лав збройних сил у запас.